# 濱釧路站
濱釧路站（日语：／ Hamakushiro eki */?）是位於北海道釧路市幸町四丁目，日本貨物鐵道（JR貨物）根室本線貨物支線的貨運車站（廢站）。事務管理碼為▲110471。

## 歷史

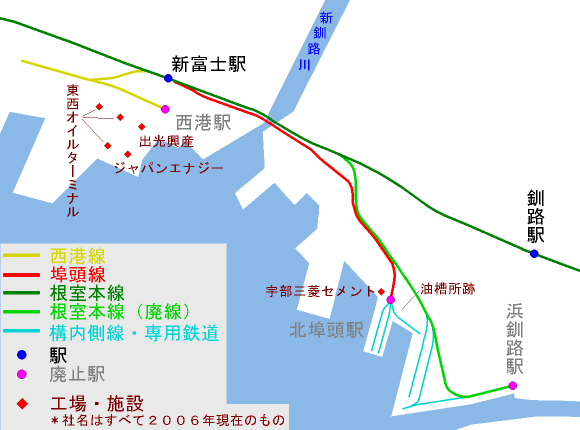
此站附近的鐵路路線圖（遷站後）

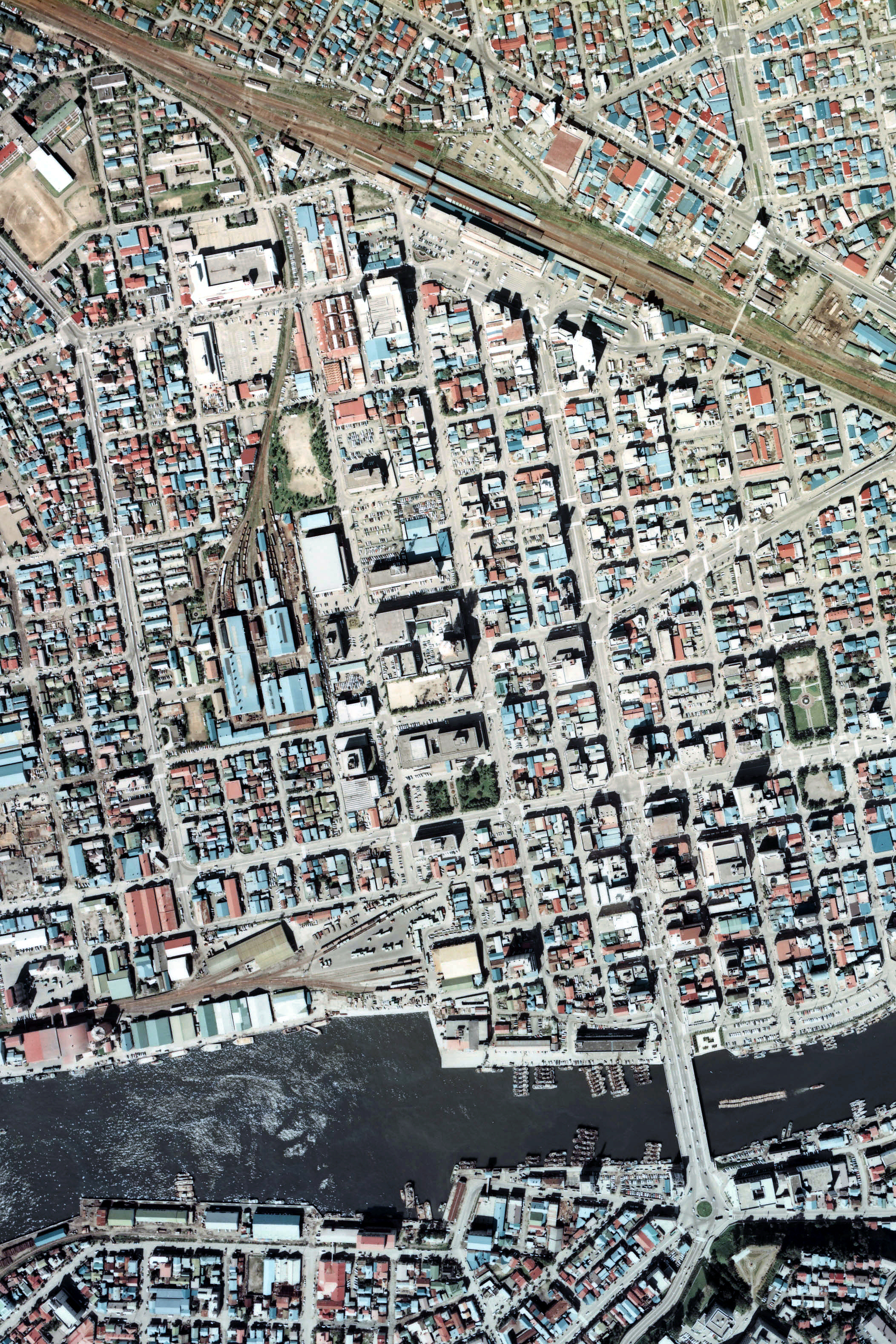
1977年的（貨）濱釧路站（第二代）（在圖中下方釧路川旁）與周邊約1公里×1.5公里範圍。右邊是根室方向。圖中是釧路站（第一代）/濱釧路站（第一代），於該處西邊設有名為釧路運輸車輛所#歷史的車輛工場。圖中上方是現時的釧路站（第二代）。

- 1901年（明治34年）7月20日：北海道官設鐵道（日语：北海道官設鉄道）釧路線釧路站（第一代）啟用（當時為一般車站）[1][3][4]。
- 1905年（明治38年）4月1日：由遞信省鐵道作業局接管車站。
- 1917年（大正6年）12月1日：鐵道院釧路本線（→根室本線）釧路站至濱厚岸站之間開通，設有以下變更[5][3][4]。
  - 釧路站（第一代）遷移至現時的地點（營業距離方面，新位置距離大樂毛站5.8英里≒9.3公里），新車站地點設有客運、手提行李起卸和小型貨物起卸業務。
  - 關於一般大型貨物起卸業務由濱釧路站（第一代）負責。營業距離方面，該站距離釧路站1.1英里（≒1.8公里）。客貨車區還保留在此站。
- 1942年（昭和17年）4月1日：開設小型行李（只限雜誌）起卸業務[6]。
- 1954年（昭和29年）9月1日：結束小型行李（只限雜誌）起卸業務[6]。
- 1959年（昭和34年）10月26：釧路客貨車區從此站遷移至寶町[1]。
- 1962年（昭和37年）10月15日：此站從黑金町遷移至幸町，於釧路川旁，成為第二代的濱釧路站[1][4]。在遷站後，釧路站至此站之間的營業距離為3.8公里[4]。舊站變成釧路工場（釧路車輛所，即是釧路運輸車輛所（日语：釧路運輸車両所）的前身）。
- 1965年（昭和40年）10月1日：開始處理貨櫃貨物。
- 1974年（昭和49年）10月1日：開設小型行李起卸業務[6]。
- 1986年（昭和61年）11月1日：結束小型行李起卸業務[6]。
- 1987年（昭和62年）4月1日：因國鐵分割民營化，本站成為日本貨物鐵道的車站[6]。
- 1989年（平成元年）8月1日：此站的貨運業務遷移至新富士站（現時：釧路貨物站），貨物支線和此站被廢除[1][4]。

## 站名的由來
站名取自車站在釧路港旁邊。

## 現狀
第一代車站位於現時幸町6 - 12丁目內。在釧路車輛所關閉後變成釧路市兒童科學館。在釧路太子酒店西邊設立了紀念碑。第二代車站遺址變成北海道立釧路藝術館。

## 相鄰車站
日本貨物鐵道
根室本線（貨物支線）
釧路－濱釧路

## 注腳
1. 1 2 3 4 5 6 7 8  釧路市地域史研究會 《釧路市統合年表:釧路市・阿寒町・音別町合併1周年記念》 釧路市，2006年10月。
2. 1 2  日本国有鉄道営業局総務課 (编). . 日本国有鉄道. 1966: 234  [2022-12-10]. doi:10.11501/1873236 （日语）.
3. 1 2 3   第1版. 札幌市: 日本国有鉄道北海道総局. 1973-03-25: 130. ASIN B000J9RBUY （日语）.
4. 1 2 3 4 5  宮脇俊三; 原田勝正. 二見康生 , 编. . JR・私鉄各駅停車. 小學館. 1993-06-20: 173. ISBN 4-09-395401-1 （日语）.
5. ↑  內閣印刷局 (编). . 官報 (國立國會圖書館數碼化收藏). 1917-11-27, (1596)  [2024-04-11]. （原始内容存档于2023-11-11） （日语）.
6. 1 2 3 4 5  石野哲 (编).  初版. JTB. 1998-10-01: 885. ISBN 978-4-533-02980-6 （日语）.

## 相關項目
- 日本鐵路車站列表 Ha
- 釧路運輸車輛所（日语：釧路運輸車両所）
- 天寧站 - 當時鄰近此站的貨運車站。
- 釧路開發埠頭埠頭線（日语：釧路開発埠頭埠頭線）